# Po di Adria
Der Po di Adria war neben dem Po di Spina einer von zwei Hauptarmen des Podeltas in der Antike und bestand ca. im Zeitraum zwischen dem 12. und 1. Jahrhundert v. Chr. Er entstand in der Nähe von Guastalla, wo sich der Po in seine beiden Hauptarme aufteilte, und mündete östlich der Stadt Adria (die damals nur wenige Kilometer von der Küste entfernt war) in das Adriatische Meer.

## Verlauf
Ab der Trennung des Po in seine beiden Deltaarme verlief der Po di Adria zunächst bis Castelmassa im heutigen Po Flussbett. Danach floss er östlicher Richtung folgend durch die heutigen Gemeinden Ceneselli, Trecenta, Bagnolo di Po, Castelguglielmo, San Bellino, Fratta Polesine, Arquà Polesine bis Grignano Polesine (südlich von Rovigo), wo sich ab dem 6. Jahrhundert v. Chr. die Filistina, ein künstlicher Nebenarm, der Richtung Etsch floss, abtrennte. In seinem weiteren Verlauf durchfloss er noch Ceregnano und die etruskische Hafenstadt Adria, bis er schlussendlich wenige Kilometer östlich in das gleichnamige Meer floss. Kurz vor Adria trennte sich ein weiterer Mündungsarm ab, der nördlich an der Stadt vorbeifloss.
Den einstigen Verlauf kann man heute noch auf anhand von Ackerflächen auf Luftbildern erahnen. Von Adria bis zur damaligen Mündung folgte er dem Verlauf des heutigen Canale Bianco.

## Historische Entwicklung
Um das 12. Jahrhundert v. Chr. teilte sich der Wasserlauf des Po in seine beiden Hauptarme, wobei der Po di Adria der nördliche und wasserreichere der beiden war. An seiner Mündung entstanden die ersten venezianischen Siedlungen.
Zwischen dem 9. und 8. Jahrhundert v. Chr. fand der durch klimatische Schwankungen verursachte „Durchbruch bei Sermide“ statt. Durch erhöhte Niederschläge und zusätzlichen Erdverwerfungen staute sich das Wasser des nördlichen Arms in einer Senke bei Mantua, bis es über die Ufer trat. Dadurch wurde bei Sermide ein neues, nach Südosten gerichtetes Flussbett geschaffen, welches den neuen Verlauf des Po di Spina darstellte und an Wassermenge dem Po di Adria überlegen war. Seit diesem Ereignis sank die Durchflussrate stetig und der Deltaarm verlor mit der Zeit an Bedeutung.
Im 6. Jahrhundert v. Chr. gruben die Etrusker zahlreiche Entwässerungskanäle um die Sumpflandschaften um Adria urbar zu machen. Zudem gruben sie noch die Filistina, leiteten den Tartaro nach Nordosten um und legten ein Netz an Kanälen an, den sogenannten „Fossoni“, welches parallel zur Küstenlinie verlief, um die einzelnen Häfen zu verbinden, ohne dass das offene Meer durchfahren werden musste.
In einem Werk von Plinius dem Älteren wird der Po di Adria nicht mehr genannt, weshalb Historiker davon ausgehen, dass dieser im 1. Jahrhundert v. Chr. vollständig verlandete und das ehemalige Flussbett nur noch vom Tartaro weitergenutzt wurde. Einige Historiker glauben, dass der nördlichste Zweig des Podeltas, die Filistina tatsächlich mit dem Po di Adria zu identifizieren ist und dieser nur unter einem anderen Namen bis ins 12. Jahrhundert n. Chr. weiter bestand.